# Chó săn Poitevin
Chó săn Poitevin (tiếng Anh: Poitevin hound) hay còn gọi là Chien de Haut-Poitou từ năm 1957, là một giống chó được nuôi để săn bắn như một con chó đánh hơi (chó mật thám), từ tỉnh Poitou. Chó săn Poitevin được nuôi chủ yếu trong thế kỷ 17 để săn lùng những con sói.

## Ngoại hình
Là một giống chó mạnh mẽ và thể thao, có đầu thủ phẳng dốc, mõm dài hẹp thon, đuôi thì dài. Bộ lông của nó thường có ba màu, màu trắng, cam với những mảng đen lớn. Theo Liên minh nghiên cứu chó quốc tế (FCI) tiêu chuẩn giống cho độ cao là 62–72 cm ở con đực tại các vai còn con cái là 60–70 cm.

## Lịch sử
Ban đầu giống này có ba loại, Larrye, Montemboeuf và Céris. Trong đó giống tốt nhất, Larrye, được tạo ra bởi Marquis de Larrye của Poitou vào năm 1692 khi ông được nhận 12 con chó săn từ Dauphin of France, nơi ông lai tạo chó săn địa phương với English Staghounds. Những giống chó này phải chịu đựng Cách mạng Pháp, vào năm 1793 Marquis François de Larrye của Poitou bị chặt đầu trong Triều đại Khủng bố
Sau cuộc cách mạng, hai anh em của nhà de la Besge de Montmorillon, Emile và Arthur, đã quyết định hồi sinh lại giống chó, mặc dù chỉ còn hai con chó của dòng Larrye và bệnh dịch năm 1842 ngày càng lây lan. Các giống chó này đã được hồi sinh bằng cách lai tạo với chó săn cáo Anh Quốc.
Ban đầu chó săn Poitevin được nuôi để săn sói, ngày nay Poitevin được sử dụng để săn lợn rừng và hươu.
Chó săn Poitevin ảnh hưởng đến sự phát triển của các giống khác như Chó săn Anh Pháp lớn tam thể, Chien Français Blanc et Noir và Anglo-Français de Petite Vénerie.